# Marie-Louise Coleiro Preca
Marie-Louise Coleiro Preca (ur. 7 grudnia 1958 w Qormi) – maltańska polityk i działaczka partyjna,  minister i deputowana, w latach 2014–2019 prezydent Malty.

## Życiorys
Marie-Louise Coleiro Preca ukończyła studia prawniczo-humanistyczne na Uniwersytecie Maltańskim. W wieku 16 lat zaangażowała się w działalność polityczną w ramach Partii Pracy. Pełniła funkcję asystentki sekretarza generalnego, a w latach 1982–1991 zajmowała stanowisko sekretarza generalnego maltańskich laburzystów. Była również przewodniczącą sekcji kobiet Partii Pracy, współzałożycielką fundacji im. Ġużè Ellula Mercera, publicystką partyjnego czasopisma „Il-Ħelsien” i członkinią rady dyrektorów operatora sieci telefonii komórkowej i.
W 1998 po raz pierwszy uzyskała mandat posłanki do Izby Reprezentantów. Z powodzeniem ubiegała się o reelekcję w kolejnych wyborach w 2003, 2008 i 2013. Reprezentowała krajowy parlament w Zgromadzeniu Parlamentarnym Rady Europy. W laburzystowskich gabinetach cieni pełniła funkcję ministrów polityki społecznej, turystyki, zdrowia.
Po wygranych przez Partię Pracy wyborach premier Joseph Muscat powierzył jej urząd ministra ds. rodziny i solidarności społecznej, który objęła 13 marca 2013. Z rządu odeszła 29 marca 2014 w związku z przyjęciem propozycji ubiegania się o urząd prezydenta Malty. Jej kandydatura, która uzyskała również poparcie opozycyjnej Partii Narodowej, została jednogłośnie zaakceptowana przez Izbę Reprezentantów 1 kwietnia 2014. Urząd objęła 4 kwietnia 2014 i sprawowała go do końca pięcioletniej kadencji, tj. do 4 kwietnia 2019.

## Odznaczenia
- Companion of Honour Narodowego Orderu Zasługi (z urzędu, 2014)[5]
- Łańcuch Orderu Pro Merito Melitensi (Zakon Maltański, 2015)[5]
- Krzyż Wielki Klasy Specjalnej Orderu Zasługi Republiki Federalnej Niemiec (Niemcy, 2015)[5]
- Krzyż Wielki Orderu Św. Michała i Św. Jerzego (Wielka Brytania, 2015)[5]
- Krzyż Kawalerski Narodowego Orderu Zasługi (Algieria, 2016)[5]
- Order Stara Płanina I klasy ze wstęgą (Bułgaria, 2016)[5]
- Order Księcia Jarosława Mądrego I klasy (Ukraina, 2017)[5][6]
- Kawaler Krzyża Wielkiego Udekorowany Wielką Wstęgą Orderu Zasługi Republiki Włoskiej (Włochy, 2017)[5]
- Łańcuch Orderu Świętych Cyryla i Metodego (Bułgaria, 2018)[5]
- Wielki Łańcuch Orderu Infanta Henryka (Portugalia, 2018)[5][7]
- Wielki Łańcuch Orderu Republiki (Tunezja, 2019)[5]

## Życie prywatne
Marie-Louise Coleiro Preca jest zamężna z Edgarem Preca, ma córkę.